# 외교 정책

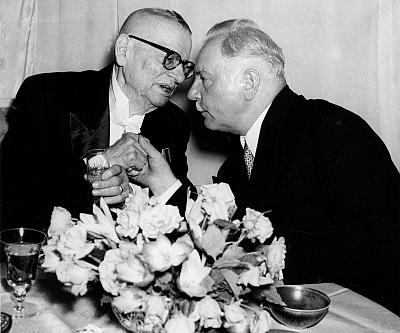
제2차대전 이후 소련과 핀란드 사이를 조율하는 외교 정책의 입안자로 잘 알려진 핀란드 대통령 유호 쿠스티 파시키비와 클리멘트 보로실로프 소련 국가원수가 대화를 나누고 있다.

외교 정책(外交政策, 영어: foreign policy)또는 대외 정책은 국가의 이익을 보존하고 국제 관계 내 목표를 달성하기 위해 한 국가가 취하는 복수의 전략으로 구성된 집합체이다. 외교 정책은 국방, 안보, 경제적 이익, 인도주의적 지원 등 다양한 목표를 포함한다. 외교 정책은 주로 국내 정치, 이웃 국가들의 성향, 그리고 국가가 갖는 지정학적 위치에 영향을 받는다. 역사적으로 외교 정책은 단기적으로 문제 해결을, 장기적으로는 국제 관계를 운영 및 관리하는데 초점이 맞춰져 왔으며, 이를 담당하는 전문 부처가 정책을 발전시켜왔다. 민주주의 체제 이전에는 한 나라의 왕과 그 신하들이 외교 정책을 입안 및 수립하고 이를 실시하였다.
외교 정책의 목표는 다양하고 유기적으로 연결되어 있으며, 이는 각 국가가 포괄적인 접근 방식을 이뤄내는 것에 기여해왔다. 외교 정책의 주요 목표는 바로 국방과 안보에 관련되어 있으며, 국가의 생존과 경제에 집중되어 있다. 이를 실현하기 위해 국가들은 군사동맹을 형성하여 외부로부터 위협을 방지하고, 소프트 파워를 활용하여 이를 보완한다. 국제 경제적 측면에서 외교 정책은 통상과 원조와 직결되는 국가의 역할이기도 하다. 국가들은 인도주의적 개입에 기반하여 대외 원조 및 지원 프로그램을 운영하고 있으며, 상대적으로 힘이 약한 국가들을 보호 및 지원한다. 많은 수의 싱크탱크와 연구 기관들이 국가들의 외교 정책을 연구하고 있으며, 외교 정책의 수립에 있어서 이유와 방법론에 대해서 집중적으로 분석하고 있다.

## 상세

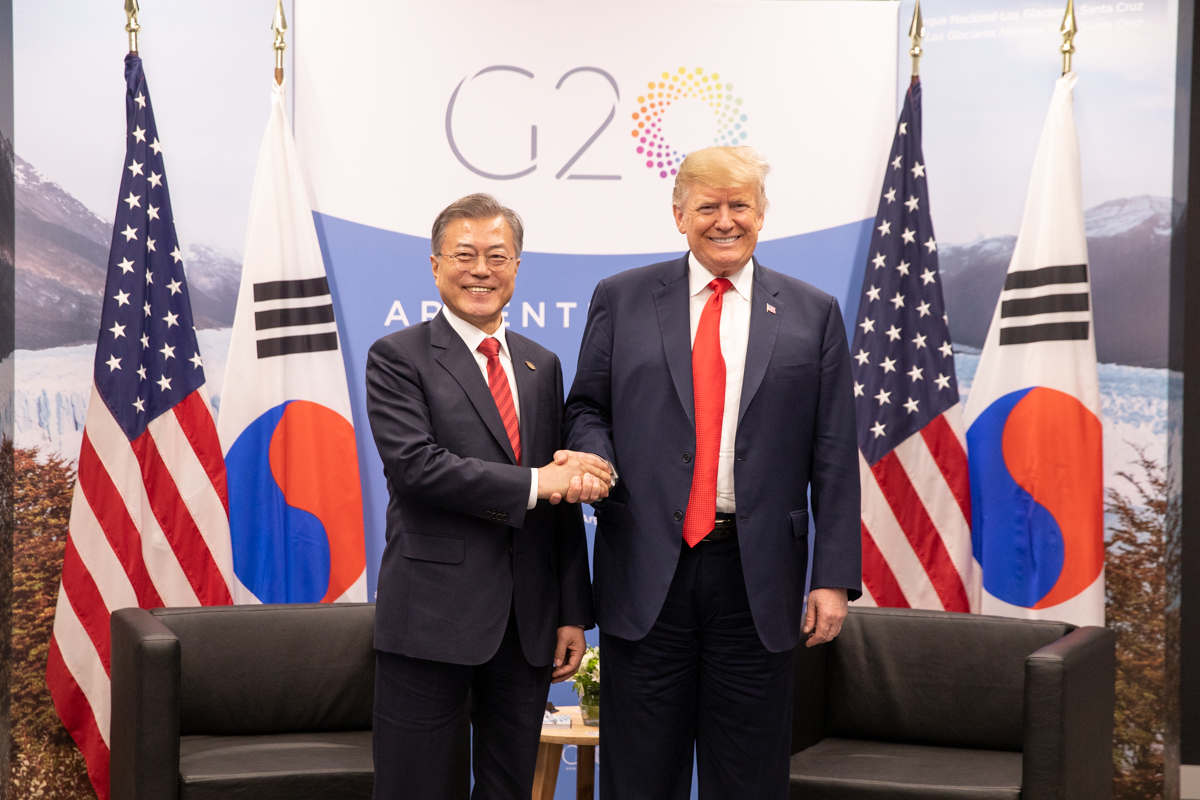
G20 정상회담에서 문재인 대통령과 도널드 트럼프 대통령.

전통적으로 국가들이 타 국가들과의 관계를 장기적으로 운영하는데 있어서 필요한 외교를 담당하는 전문 부처가 정부 내에서 형성되었다. 이는 동양과 서양 모두에 해당되며, 주로 국가 외부의 문제와 주제에 대해서 다루는 역할을 담당하였다. 현재 외교 정책은 단순히 국가 간 문제와 사안을 다루는 데에서 국한되지 않고, 미시적인 외교 문제 및 거시적인 외교 문제 모두를 다루는 정책으로 발전하였다. 국가마다 외교 담당 부처는 대부분 외교부, 외교통상부 또는 외무부 혹은 외무성, 외무청 등의 다양한 이름으로 불리고 있으며, 외교 정책을 수립하고 감독하는 역할을 갖는다. 싱크탱크와 연구 기관은 주로 외교 담당 부처에 의해 고용되며, 현재 외교 정책에 대한 평가와 제언, 대안 차원에서 외교 정책 수립의 필요성, 그리고 기존 외교 정책에 대한 개선 사항 등을 발표한다.

## 외교 정책의 목표

### 안보
외교 정책의 근본적인 목표는 국가 안보를 수호하는데 맞춰져 있다. 이는 경성 권력과 연성 권력의 적절하고 혼합된 방식으로 이뤄진다. 국가는 군사동맹을 체결하여 잠재적 위협에 대응하며, 외교 정책은 또한 특정 국가의 위협에 대응하는 데 있어서 소프트 파워, 특정 위협국에 대한 고립정책, 그리고 마지막 수단으로 전쟁을 활용하기도 한다.

### 경제
외교 정책에 있어서 한 국가의 경제는 매우 핵심적인 사안 중 하나다. 경제는 세계 경제와 국제무역 내 국가의 역할의 중추적인 영역을 내포하고 있다. 경제외교 정책은 자유 무역 협정의 체결 및 관리와 대외원조 프로그램 지원 및 운영, 그리고 수출입에 대한 전반적인 관리를 담당한다.

### 인도주의
국가는 인도주의적 개입에 기반하여 외교 정책을 운영하며, 인도주의적 지원을 다양한 방면에서 실현한다. 이는한 국가의 외교 부처의 타국 및 국제기구에 대한 무상 및 유상 지원금 및 기여 제공, 공공 기관 등의 지원금 제공으로 나타난다. 또한 유엔 평화 유지 활동 및 동맹국 및 국가들이 연합하여 실행하는 평화 유지 활동에 자국의 병력을 보내는 것 또한 외교 정책의 목표에 포함될 수 있다.

### 환경
기후변화, 탄소 중립, 해수면 상승 등 환경 파괴로 인하여 예상하지 못한 재난 및 재해의 발생과 이로 인한 부수적인 피해가 증가하면서 외교 정책에 있어서 환경 의제 또한 중요한 요소로 자리 잡게 되었다. 주로 선진국들이 환경에 대한 외교 정책을 통해서 개도국 및 후진국들과 협약의 체결과 이행을 이끌어내고 있다.

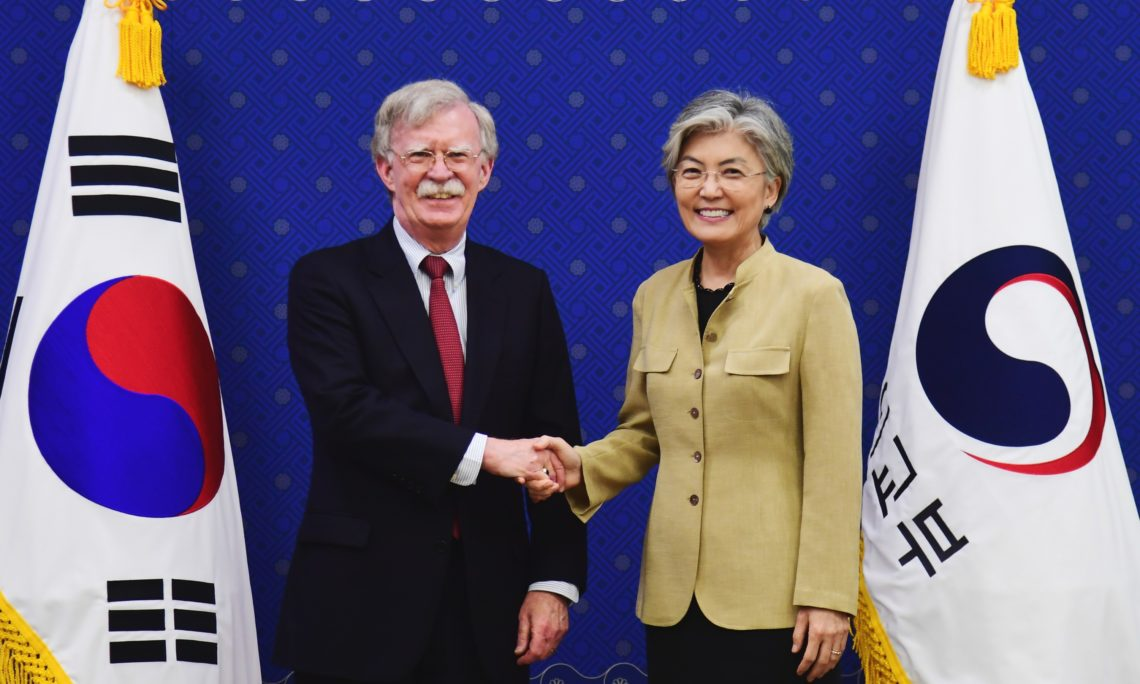
존 볼턴 미국 국가안보보좌관과 강경화 외교부 장관

### 인권
코소보 전쟁, 이스라엘-팔레스타인 분쟁, 르완다 내전 등 인종차별, 종교 갈등 및 민족 간 충돌로 인하여 인권의 가치가 훼손되고 탄압을 받음에 따라서 국가의 외교 정책에 있어서 인권이라는 주제 또한 중요한 요소가 되었다. 국가는 인권을 외교 정책의 하나의 분야로서, 인권을 증진하고 인권 보편화에 기여하는 형식으로 인권을 외교 정책의 목표 중 하나로 지속하고 있다.

## 같이 보기
- 외교부
- 대외 관계

- 국제 관계
- 국제사회
- 지정학
- 정책